# Museo del Comando Militar del Sur
El Museo Militar del Comando Militar del Sur (MMCMS), también conocido como Museo del Ejército, es un museo militar brasileño ubicado en el centro histórico de la ciudad de Porto Alegre, Brasil. Vinculado a la Dirección de Patrimonio Histórico y Cultural del Ejército Brasileño, se dedica a preservar y divulgar la historia de la organización. Es uno de los museos más visitados del estado de Río Grande del Sur.